# Podarzewo
Podarzewo ist ein Dorf der Gemeinde Pobiedziska im Powiat Poznański in der Woiwodschaft Großpolen im westlichen Zentral-Polen mit einem Schulzenamt. Der Ort befindet sich etwa 5 km nördlich von Pobiedziska und 30 km nordöstlich der Landeshauptstadt Poznań.

## Geschichte
Der Ort gehörte nach der Zweiten Teilung Polens 1793 zum Kreis Schroda und ab 4. Januar 1900 zum Kreis Posen-Ost. Das Gemeindelexikon für das Königreich Preußen von 1905 gibt für den Ort 17 bewohnte Häuser auf 226,7 ha Fläche und für den Ortsteil Podarzweo Hauland vier Häuser auf 154,7 ha an. Die 162 Bewohner Podarzewos setzten sich aus 44 deutschsprechenden Protestanten und 118 Katholiken, davon 114 polnischsprechenden, drei deutschsprechenden und einer Person mit mehreren Muttersprachen zusammen. Sie teilten sich auf 26 Mehrpersonenhaushalte und zwei Bewohner mit eigenem Haushalt auf. Für Podarzewo Hauland waren es 24 Bewohner in vier Haushalten, davon 11 deutschsprechende Protestanten und drei polnischsprechende Katholiken. Die evangelische Gemeinde gehörte zum Kirchspiel Pudewitz, die katholische zum Kirchspiel Wenglewo. Für den 1. Januar 1908 wird angegeben, dass der Ort Teil des Polizeidistriktes Pudewitz war. Am 1. Dezember 1910 hatte der Ort Podarzewo 161 Einwohner, Podarzwewo Hauland 23. Mit der Besetzung durch Deutschland im Zweiten Weltkrieg wurde der Ort am 26. Oktober 1939 in Kornfeld umbenannt.
In den Jahren 1975 bis 1998 gehörte der Ort zur Woiwodschaft Posen.